# Municipio de America (Dakota del Sur)
El municipio de America (en inglés: America Township) es un municipio ubicado en el condado de Brule en el estado estadounidense de Dakota del Sur. En el año 2010 tenía una población de 67 habitantes y una densidad poblacional de 0,56 personas por km².

## Geografía
El municipio de America se encuentra ubicado en las coordenadas 43°32′34″N 99°15′5″O / 43.54278, -99.25139. Según la Oficina del Censo de los Estados Unidos, el municipio tiene una superficie total de 119.32 km², de la cual 109,49 km² corresponden a tierra firme y (8,24 %) 9,83 km² es agua.

## Demografía
Según el censo de 2010, había 67 personas residiendo en el municipio de America. La densidad de población era de 0,56 hab./km². De los 67 habitantes, el municipio de America estaba compuesto por el 98,51 % blancos, el 1,49 % eran amerindios. Del total de la población el 0 % eran hispanos o latinos de cualquier raza.